# جان ماري فاف
جان ماري فاف، من مواليد 4 ديسمبر 1953 في ليبيك في بلجيكا، لاعب كرة قدم بلجيكي وكان يلعب كحارس مرمى.
و هو في عمر 16 سنة، إنضم بفاف إلى نادي بيفيرين، حيث فاز معهم بلقب الدوري البلجيكي في عام 1979 وكأس بلجيكا في عام 1978، وفي عام 1982 إنضم إلى نادي بايرن ميونخ الألماني وفاز بلقب الدوري الألماني منذ عام 1985 وحتى عام 1987، وفاز بكأس ألمانيا مرتين في أعوام 1984 و1986.
و قد لعب فاف مع منتخب بلجيكا لكرة القدم لأول مرة في عام 1976 أمام منتخب هولندا لكرة القدم، وقد شارك في كأس الأمم الأوروبية لكرة القدم 1980 وكأس الأمم الأوروبية لكرة القدم 1984، وقد لعب في كأس العالم لكرة القدم 1982 وكأس العالم لكرة القدم 1986.
و قد اختاره بيليه ضمن قائمة أفضل 125 لاعب حي في مارس 2004.

## روابط خارجية
- جان ماري فاف على موقع IMDb (الإنجليزية)
- جان ماري فاف على موقع ميوزك برينز (الإنجليزية)
- جان ماري فاف على موقع قاعدة بيانات الفيلم (الإنجليزية)
- جان ماري فاف على موقع الاتحاد الدولي (مؤرشف)  (الإنجليزية)
- جان ماري فاف على موقع الاتحاد الأوربي (الإنجليزية)
- جان ماري فاف على موقع الاتحاد البلجيكي (الإنجليزية)
- جان ماري فاف على موقع قاعدة بيانات كرة القدم.إي يو (الإنجليزية)
- جان ماري فاف على موقع بيانات كرة القدم. دي إي (الألمانية)
- جان ماري فاف على موقع ناشيونال فوتبول تيمز (الإنجليزية)
- جان ماري فاف على موقع عالم كرة القدم.نت (الإنجليزية)